# Rio Laranjeiras (Santa Catarina)
O rio Laranjeiras é um curso de água do estado de Santa Catarina, no Brasil. É um tributário esquerdo do Rio Hipólito, que por sua vez é um tributário direito do Rio Braço do Norte.
O rio nasce no Parque Nacional de São Joaquim. O curso superior do Rio Laranjeiras é alimentado por riachos do Parque Estadual da Serra Furada, com 1.330 hectares (3.300 acres), criado em 1980.